# Stein von Makapansgat

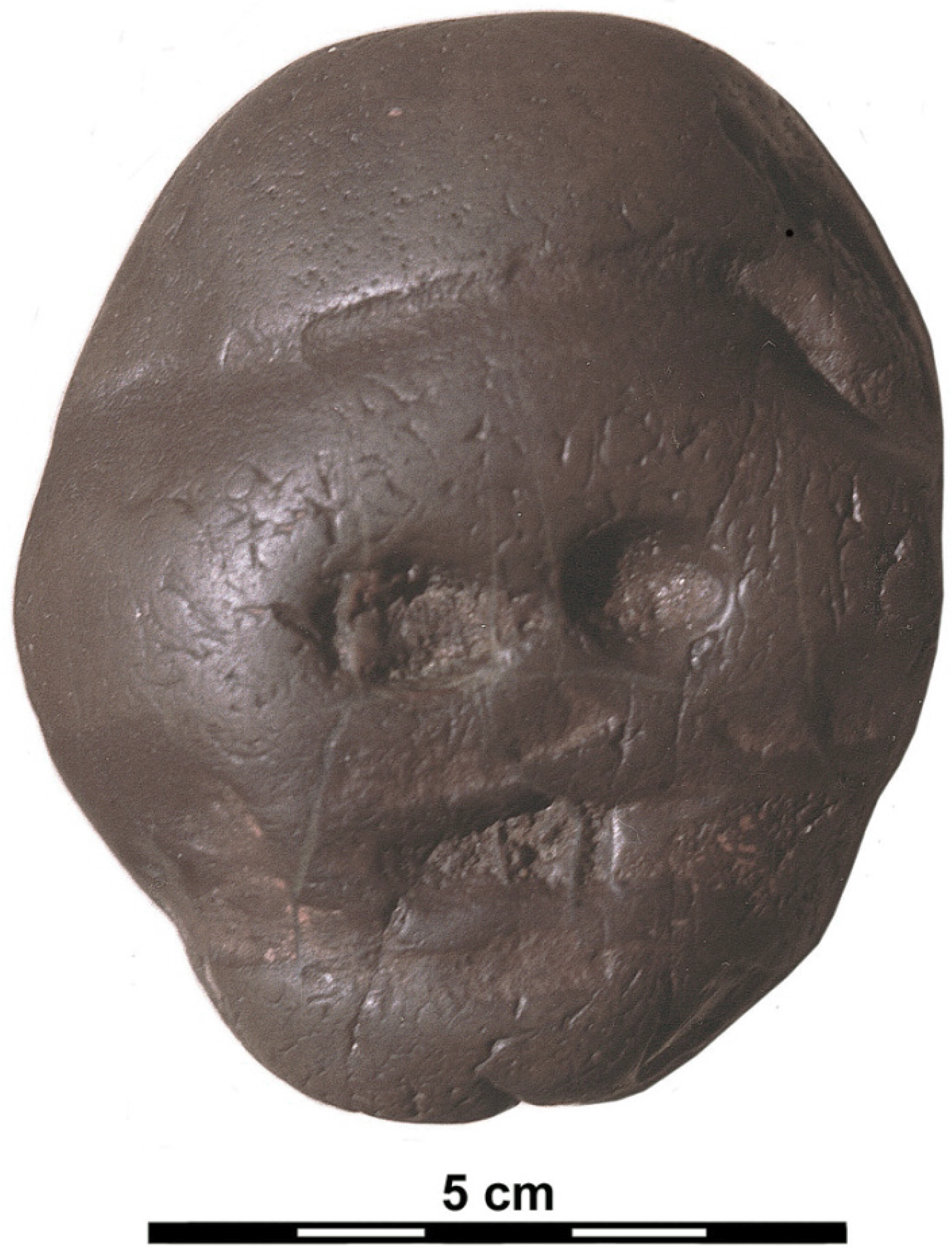
Stein von Makapansgat

Der Stein von Makapansgat (auch: pebble of many faces, Kiesel von Makapansgat, Makapansgat-Stein) ist ein in Südafrika gefundener, 260 Gramm schwerer Kiesel aus Jasperit. Der Stein ist nicht bearbeitet worden, trägt aber ein auf natürliche Weise entstandenes Muster auf der Oberseite, das deutlich an ein menschliches Gesicht erinnert.

## Fund
Der Lehrer Wilfred I. Eitzman fand den Stein im Jahr 1925 in einer Dolerithöhle im Makapantal beim heutigen Mokopane, Limpopo, Südafrika. Im Jahr 1974, also beinahe 50 Jahre später, beschrieb Raymond Dart als erster diesen Fund.

## Kulturgeschichtliche Bedeutung
Der Stein ist deswegen von wissenschaftlichem Interesse, weil er vor ca. 2,5 bis 2,9 Millionen Jahren – in der Nähe von Überresten von Australopithecus africanus – in einiger Entfernung zu seinem möglichen Entstehungsort gefunden wurde. Ein Australopithecine oder ein anderer Hominide muss den Stein aufgesammelt haben, weil er offenbar das menschliche Gesicht erkannte. Daher wird diskutiert, ob der Stein von Makapansgat einen frühen Hinweis auf symbolisches Denken bzw. ästhetisches Empfinden des Vormenschen darstellt. Jedenfalls gilt der Stein als Kandidat für den ältesten bekannten Manuport.
Der Stein gilt trotz seines natürlichen Ursprungs als eines der frühesten Urkunstwerke.

## Belege
1. ↑  Makapan bei Emuseum (Memento vom 3. Mai 2010 im Internet Archive). Website webarchive.org. Abgerufen am  2012.
2. ↑  Raymond A. Dart: The Waterworn Australopithecine Pebble of Many Faces from Makapansgat. In: South African Journal of Science. Band 70, Nr. 6, 1974, S. 167–169 (Volltext).
3. ↑  Pebble of many faces Origins.net
4. ↑  Robert G. Bednarik: Makapansgat cobble analysed. University of Melbourne, archiviert vom Original am 30. März 2003; abgerufen am 14. Mai 2010 (englisch).
5. ↑  Robert G. Bednarik: Der Kiesel von Makapansgat. Früheste Urkunst der Welt? In: Anthropos. Band 94, Nr. 1/3, 1999, ISSN 0257-9774, S. 199–204, JSTOR:40465702.